# Тодор Кирков
Тодор Стоянов Кирков (Войводата) е български националреволюционер. Участник в Априлското въстание (1876).

## Биография
Тодор Кирков е роден на 28 октомври 1847 г. в Ловеч. Родната му къща е в махала „Долния край“, разположена зад ловешкия храм „Света Богородица“. Най-голямото от шестте деца на Стоян Конов и Кена Драсова. Учи в „Долнокрайското училище“ в старинния квартал „Вароша“ при учителите Янко Христов и Никола Ковачев. Работи като шивач и кафеджия.
Включва се в национал-революционната борба под влияние на своя роднина по майчина линия Иван Драсов. Емигрира във Влашко през 1875 г. Тук се среща с Христо Ботев, Филип Тотю и Панайот Хитов. Поддържа кореспонденция с Иван Драсов.
Участва в последните заседания на Гюргевския комитет. Избран е за помощник-апостол на Стефан Стамболов в 1-ви Търновски революционен окръг заедно с Христо Караминков, Георги Измирлиев, Христо Иванов-Големия и Иван Семерджиев. След среща с Христо Ботев и Иван Хаджидимитров получава пушка, револвер, кама и бинокъл. Преминава нелегално река Дунав и се завръща в България заедно с революционерите Станьо Гъдев и Христо Патрев.
Участва в подготовката на Априлското въстание (1876). На 4 май 1876 г. е обявено въстанието в Трявна. Местният революционен комитет създава въоръжена „Трявненска чета“. За войвода е обявен Христо Патрев, подвойводи са Тодор Кирков и Станьо Гъдев. На 9 май 1876 г. четата води еднодневно сражение при местността „Чукара“ до Нова махала, Габровско, с подразделения на редовната турска войска и башибозук. Центъра на отбраната се командва от Тодор Кирков. В края на деня четата успява с много жертви да излезе от обкръжение и се разпръсва. Останал сам Тодор Кирков е заловен след предателство в махала Драгановци, Еленско.
Осъден е от Турски военно-полеви съд в Търново на смърт чрез обесване заедно с Цанко Дюстабанов и Стефан Пешев. По свидетелство на Захари Стоянов с твърдото си поведение учудил турската полиция. Присъдата е изпълнена на 24 юни 1876 г. в присъствието на множество граждани на централния площад „Табашки“ в Ловеч.

## Памет
Погребан е в двора на ловешкия храм „Света Богородица“ на 25 юни 1876 г., привилегия, която се дава само на заслужили граждани.
През 1901 г. ловчанлии издигат негов паметник с бронзов барелеф на площада, където е била бесилката. В основите му са положени тленните останки на Тодор Кирков. Проекта и изпълнението е на скулптура Борис Шатц. Днес площадът носи неговото име. Няколко десетилетия на Тодор Кирков са именувани местният футболен отбор и колоездачното дружество. Патрон е на втората исторически създадена гимназия в Ловеч. Остава в съзнанието на ловешкото гражданство с прозвището Войводата.